# Vierzylindermotor

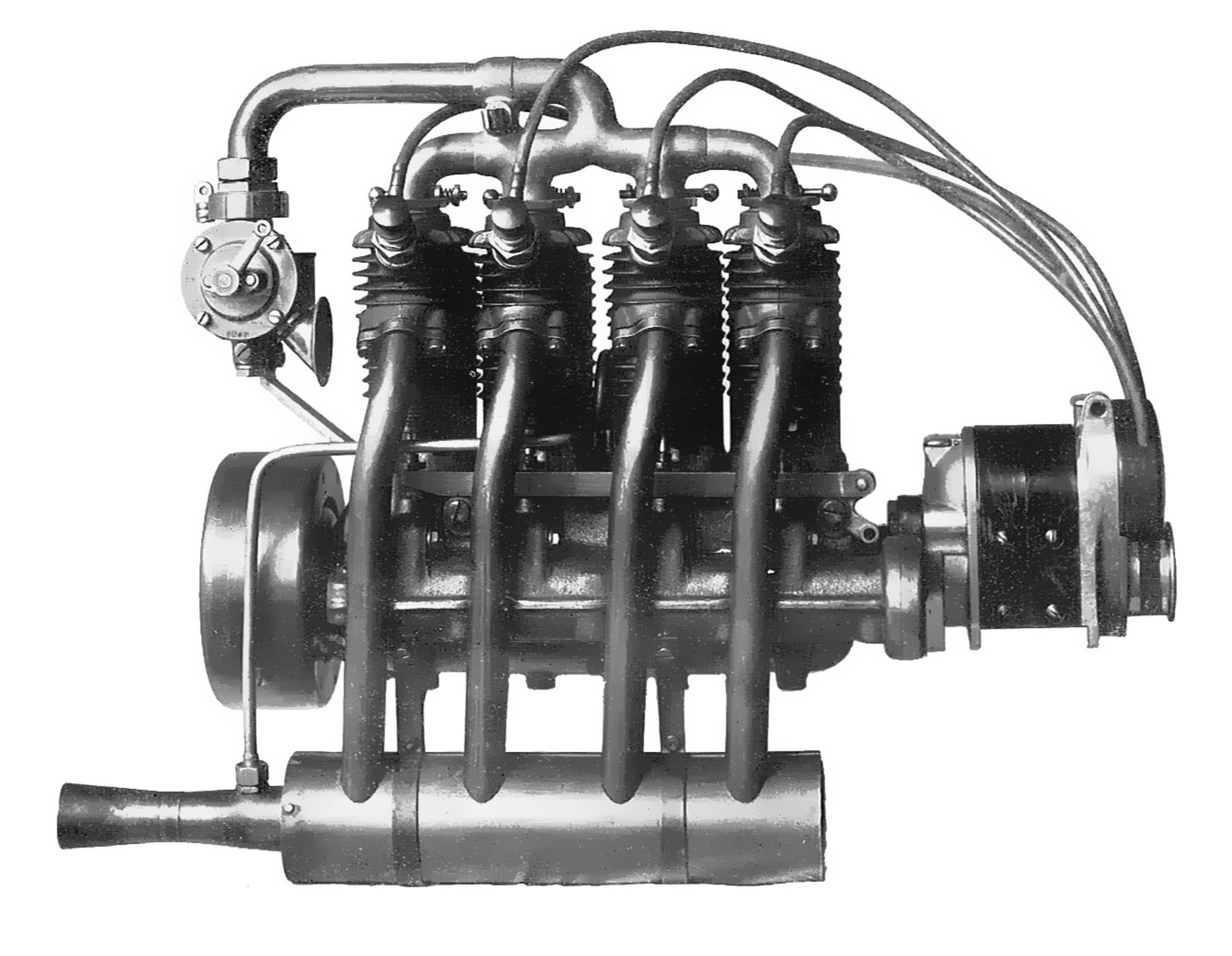
Vierzylindermotor für ein Motorrad

Der Vierzylindermotor, auch Vierzylinder genannt, ist eine Bauart von Hubkolben-Motoren, im Besonderen von Verbrennungsmotoren.

## Beschreibung

### Bauarten
Er ist meist als Reihenmotor oder Boxermotor ausgeführt, seltener als V-Motor und kann sowohl als Otto- wie auch als Dieselmotor ausgelegt sein. Im Pkw-Bau ist er meist wassergekühlt, in manchen Fällen (vor allem als Boxermotor) auch luftgekühlt.
Moderne Vierzylindermotoren im Automobilbereich sind immer öfter vom Leichtbau beeinflusst, das zeigt sich beispielsweise in den aus Aluminium gefertigten, kompakten Reihenvierzylinder-Motoren von Jaguar Land Rover (JLR). Sogenannte Ingenium-Motoren erbringen Gewichtseinsparungen von bis zu 80 kg gegenüber direkten Vorgängermodellen. Zudem geht der Trend bei der Bauart aktueller Vierzylinder in der Automobilindustrie hin zu modellübergreifenden Konfigurationen und Bauteilen – die sogenannte Gleichteilestrategie. Sie ermöglicht es, durch einheitliche Produktionsprozesse Kosten einzusparen und künftige Technologien leichter zu integrieren. Ein bekanntes Beispiel hierfür ist der Modulare Querbaukasten (MQB) der Volkswagen AG oder die skalierbaren Produkt-Architektur (SPA) von Volvo. Auch die Ingenium-Motoren basieren auf einer modularen Architektur und haben beispielsweise gleiche Maße für Hub, Bohrung, Zylinderabstand und -volumen.
Eine Besonderheit ist die Anordnung als „Quadrat-Motor“, bestehend aus zwei nebeneinander verblockten Parallel-Zweizylindern mit zwei gegenläufigen Kurbelwellen. Diese Bauart wurde nur bei wenigen Fahrzeugen verwendet, wie zum Beispiel der Ariel Square Four oder der Suzuki RG 500 Gamma.

### Hubraum
In Pkw waren in der Vergangenheit Vierzylindermotoren zwischen 0,8 und 2,5 Litern Hubraum üblich, also mit 200 bis 625 cm³ fassenden Zylindern. Selten wurden auch Vierzylindermotoren mit noch größerem Hubraum in Pkw verwendet, darunter im Porsche 944 (bis zu 3 Liter) und Mitsubishi Pajero (bis zu 3,2 Liter). Pkw mit weniger als 1,5 Liter Hubraum werden seit einigen Jahren vermehrt mit Dreizylindermotoren ausgestattet. Gleichzeitig ist die Verbreitung von Vierzylindern mit mehr als 2 Litern Hubraum in Pkw zurückgegangen.
Für Lkw und Schiffe werden Vierzylindermotoren mit noch wesentlich größerem Hubraum hergestellt, wobei es sich in der Regel um Dieselmotoren handelt.

### Anwendungen
Vierzylindermotoren sind der am häufigsten als Antrieb von Pkw bis zur Mittelklasse eingesetzte Antrieb, da sie kompakt sind und die im Alltag geforderten Fahrleistungen voll abdecken. Sie werden auch in der Oberen Mittelklasse und bei Sportwagen verwendet.
Vierzylindermotoren gibt es weiterhin häufig bei Motorrädern, leichten Lkw, leichten Schienenfahrzeugen, leichten Flugzeugen (Boxermotoren US-amerikanischer Bauart), kleinen Schiffen (auch als Hilfsmotor), als Generatorantrieb sowie in weiteren Anwendungen.

### Laufruhe

Viertakt-Vierzylinder-Reihenmotor mit Zündreihenfolge 1-2-4-3

Viertakt-Vierzylinder-Reihenmotoren haben in der Regel einen Hubzapfenversatz von 180° zwischen dem 1. und 2. sowie dem 3. und 4. Zylinder, zwischen den beiden mittleren Zylindern (2 und 3) gibt es keinen Versatz. Dadurch sind die Massekräfte 1. Ordnung ausgeglichen, es treten aber freie Massekräfte 2. und höherer Ordnung auf, die ungünstigerweise auch mit der Zündfrequenz zusammenfallen. Die Massenkräfte 2. Ordnung können mit zwei gegenläufigen, mit doppelter Kurbelwellendrehzahl rotierenden Ausgleichswellen kompensiert werden (Lanchester-Ausgleich). Die beiden Möglichkeiten der Zündreihenfolge (1-3-4-2 oder 1-2-4-3) unterscheiden sich nicht in der Laufruhe.

## Weitere Anwendungen
Auch abseits von Verbrennungsmotoren existieren Vierzylinder, unter anderem als Kolbenpumpen oder Verdichter (Kompressoren).
Stirlingmotoren werden gelegentlich als doppeltwirkende Vierzylinder-V-Motoren ausgeführt, etwa bei den U-Boot-Stromaggregaten der schwedischen Kockums-Werft. Bei dieser Bauart ist der Kurbeltrieb von den Kräften entlastet, die aus dem hohen Betriebsdruck herrühren.